# Клюден

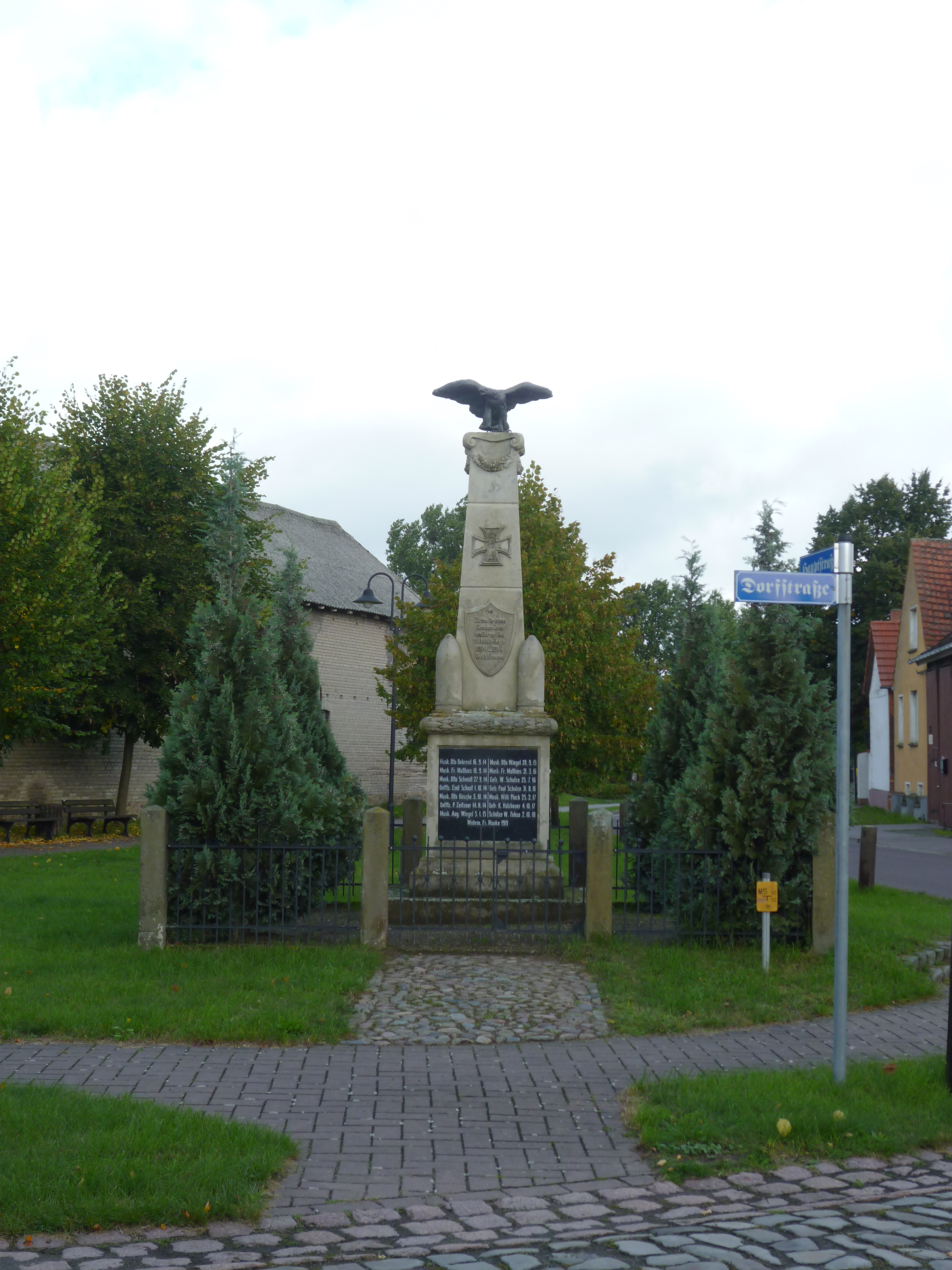
Памятник жертвам Первой мировой войны

Клюден (нем. Klüden) — деревня в Германии, в земле Саксония-Анхальт. Входит в состав общины Кальфёрде района Бёрде.
Население составляет 299 человек (на 31 декабря 2006 года). Занимает площадь 17,25 км².
Впервые упоминается в 1472 году.
Ранее Клюден имел статус общины (коммуны). 1 января 2010 года вошёл в состав общины Кальфёрде. Последним бургомистром общины Клюден был Эрвин Шоф.

## Достопримечательности
- Памятник жертвам Первой мировой войны.
- Фахверковые дома.